# Sistema de informação executiva
Sistema de Informação Executiva é um acrônimo do termo (SIE), que criado pelo Massachusetts Institute of Technology (MIT) na década de 1970. Foi conhecido como adesão de componente de grandes empresas mundiais.
Nos fins de 1985 um estudo foi revelado pelo MIT no quanformou que aproximadamente um terço das grandes empresas nos EUA já tinha algum tipo de sistema de informação instalado e usado por executivos. Nas recentes tendências foram alastradas para os quadros médios e as para outros funcionários o acesso a este tipo de Sistema de Informação (SI).
Originalmente os SIE foram desenvolvidos para programas de computadores do tipo mainframe. Os propósitos foram feitos para indicar variações entre previsões e resultados de orçamentos e faturamento. Os diretores financeiros, de marketing e executivos que tem o objetivo de fornecer imediatamente dados do mercado e indicadores de desempenho. O objetivo final é obter uma ferramenta capaz de atingir as metas e expectativas geradas pelos executivos de uma empresa.
Os dados normalmente não são armazenados em um SIE, apenas os mais necessários para delimitar o suporte dentro da empresa. A sua utilização hoje pode ser considerada mais abrangente em níveis hierárquicos dando suporte aos cargos mais elevados. Os SIE atualmente têm poder de ser instalados em um computador empresarial ou em uma área de trabalho pessoal. As vantagens podem ser descritas como sua fácil utilização por parte dos usuários, o fornecimento de informação oportuna a tomada de decisões.
Desvantagens ocorrem quando as funções são limitadas e podem não necessariamente gerar cálculos complexos, e serem justificadas por implementação. A gerência não poderá saber qual o volume de dados que estará sendo gerado, e o sistema ficara demasiadamente lento.